# Lemos (São Tomé i Príncipe)
Lemos és una localitat de São Tomé i Príncipe. Es troba al districte de Mé-Zóchi, al nord-est de l'illa de São Tomé. La seva població és de 218 (2008 est.). Es troba a 2 kilòmetres de Trindade.

## Evolució de la població
| 2001 | 2008 |
| ?    | 218  |